# Szuha-patak (Cserhát)
A Nógrád vármegyei Szuha-patak a Cserhát hegységben Garáb község közelében ered, és a Zagyvába torkollik. Vízgazdálkodási szempontból a Zagyva vízgyűjtőjének tervezési alegységéhez tartozik.

## Nevének etimológiája
Neve szláv eredetű, jelentése száraz, azaz nyaranta kiszáradó vízfolyás.

## Folyása
A Szuha-patak legnagyobb ága Garábtól északra, a Zsúnyi-hegy déli oldalán ered. Emiatt Cserhátszentivánig Zsúnyi-pataknak nevezik. Garábtól délnyugati irányba haladva érinti Felsőtold, majd Alsótold községeket. Cserhátszentivánnál egyesül a nyugati irányból Kutasó felől érkező Cserkúti-patakkal, amelyet a térképek Szuha-patakként is neveznek. Ez a név rá is illik (a Szuha szláv eredetű szó, jelentése száraz), száraz nyarakon gyakorta kiszárad.
Majd délkeletnek fordulva Ecseg, Csécse, Szarvasgede községek területeinek érintésével Zagyvaszántónál folyik a Zagyvába. Medrét a 19. és 20. századi folyószabályozások idején a Zagyváéhoz hasonlóan terméskővel erősítették meg. Ennek következtében csatorna jellege lett. Ezért Zagyvaszántón pl. még az 1950-es években is a Zagyvát „nagykanálisnak”, a Szuhát „kiskanálisnak” nevezték.

## Állatvilága
A patak halfaunáját a következő halak alkotják:  bodorka (Rutilus rutilus), domolykó (Leuciscus cephalus), fenékjáró küllő* (Gobio gobio), kövi csík (Barbatula barbatula), küsz (Alburnus alburnus), szivárványos ökle (Rhodeus amarus), vágó csík (Cobitis elongatoides).

## Mellékvízei
- Kozárdi-patak